# 小鸡藤
小鸡藤（学名：Dumasia forrestii）为豆科山黑豆属下的一个种。

## 扩展阅读
- 維基物種上的相關：小鸡藤